# Epitoxus wittei
Epitoxus wittei är en skalbaggsart som först beskrevs av Louis Burgeon 1939.  Epitoxus wittei ingår i släktet Epitoxus och familjen stumpbaggar. Inga underarter finns listade i Catalogue of Life.